# Куртьяль, Эдуар
Эдуар Куртьяль (фр. Édouard Courtial) — французский политик, сенатор, бывший депутат Национального собрания Франции, бывший президент Совета департамента Уаза, член партии Республиканцы.

## Биография
Родился 28 июня 1973 г. в пригороде  Парижа Нёйи-сюр-Сен. Получил степень магистра наук в области управления, работал финансовым аудитом в компании Ernst & Young, затем консультантом в компании Capgemini, аудитором Института национальных оборонных исследований.
Политическую карьеру Эдуар Куртьяль начал в 1994 году, вступив в партию Объединение в поддержку Республики. После образования в 2002 году на её базе Союза за народное движение был назначен ответственным за финансы в партийной организации департамента Уаза. В 2005 году Николя Саркози назначил его президентом партийной комиссии "Новое поколение".
В 2002 году Куртяль впервые был выдвигнут кандидатом в депутаты Национального собрания Франции от Союза за народное движение по 7-му избирательному округу департамента Уаза и одержал победу, став в 28 лет самым молодым депутатом Национального собрания. В 2007 году он был переизбран. В 2003 году сменил своего отца Филиппа Куртяьля на посту мэра города Аньес.
В 2011 году Эудард Куртьяль вошел в правительство Франсуа Фийона в качестве государственного секретаря по вопросам французских граждан за рубежом, вследствие чего уступил место в Национальном собрании своему заместителю Доминик Ле Сур. После победы Франсуа Олланда на президентских выборах 2012 года и отставки правительства вновь выставил свою кандидатуру на выборах в Национальное собрание и в третий раз был избран депутатом, победив президента регионального совета Пикардии, социалиста Клода Геверка.
В мае 2011 года Куртьяль голосовал в Национальном собрании за лишение гражданства французов, проживающих за границей и не платящих налоги во Франции, но после назначения на должность государственного секретаря изменил свою позицию.
В марте 2015 года Эдуар Куртьяль в паре с Офелией Ван Эльсюв был избран в Совет департамента Уаза, где большинство получили правые партии, и 2 апреля он был избран Президентом Совета, после чего покинул пост мэра Аньеса. В 2017 году он также не стал баллотироваться в  депутаты Национального собрания.
В сентябре 2017 года Эдуар Куртьяль возглавил список партии Республиканцы на выборах в Сенат от департамента Уаза и привел его к победе, завоевав два места в Сенате. Спустя месяц, 26 октября 2017 года, он ушел в отставку с поста президента Совета департамента Уаза из-за запрета совмещения мандатов.

## Занимаемые выборные должности
19.06.2002 - 28.10.2011 — депутат Национального собрания Франции от 7-го избирательного округа департамента Уаза

08.03.2003 - 02.04.2015 — мэр города Аньес 

22.03.2010 - 14.10.2010 — член регионального совета Пикардии 

28.09.2011 - 10.05.2012 — государственный секретарь по вопросам французских граждан за рубежом в правительстве Франсуа Фийона
 18.06.2012 - 20.06.2017 — депутат Национального собрания Франции от 7-го избирательного округа департамента Уаза 

02.04.2015 - 26.10.2017 — президент Совета департамента Уаза 

с 24.09.2017 — сенатор Франции от департамента Уаза